# Gino Strezovski
Gino Strezovski, född 2 november 1959, är en nordmakedonsk tränare i handboll. Han har bland annat tränat Nordmakedoniens damlandslag i handboll.